# Tōgō Heihachirō
Tōgō Heihachirō (東郷 平八郎?; Kagoshima, 27 gennaio 1848 – Tokyo, 30 maggio 1934) è stato un ammiraglio giapponese, attivo negli ultimi decenni del XIX secolo e all'inizio del XX secolo, famoso per la clamorosa vittoria che ottenne nella battaglia di Tsushima.
Si arruolò nella marina da guerra del feudo Satsuma nel 1866 e partecipò alla guerra Boshin dalla parte dei sostenitori dell'imperatore Meiji. Fu dunque integrato nella nuova marina imperiale giapponese e nel 1871 inviato nel Regno Unito per un lungo periodo di studi e formazione. Tornò in patria nel 1878 e servì su diverse cannoniere, divenendo capitano di corvetta nel 1879; nel 1881 assunse il comando della Daini Teibo. Nel 1886, capitano di vascello, studiò per suo conto diritto internazionale, quindi divenne comandante della nave corazzata Hiei e infine capo di stato maggiore al 2º distretto navale (Kure).
Dalla fine del 1891 fu comandante dell'incrociatore protetto Naniwa, che condusse nella prima guerra sino-giapponese con maestria. Fu encomiato con la promozione a contrammiraglio e l'affidamento di compiti prestigiosi, come quello di direttore del Collegio navale, che gestì due volte tra 1896 e 1899; in questo periodo raggiunse il rango di viceammiraglio. All'inizio del 1900 era al comando di una delle flotte della marina imperiale, ma la sua carriera ebbe un salto improvviso quando nel 1903 il ministro della marina lo nominò comandante della Flotta Combinata e della 1ª Flotta insieme.
Nel febbraio 1904, allo scoppio della guerra russo-giapponese, pose un efficace blocco a Port Arthur, dove si trovava la quasi totalità della Flotta del Pacifico zarista; il blocco costò perdite non trascurabili, ma egli fu capace di respingere due sortite russe e proteggere le operazioni anfibie nella penisola di Liaodong, guadagnandosi il grado di ammiraglio. Caduta la città all'inizio del 1905, ebbe modo di prepararsi adeguatamente per affrontare la Flotta del Baltico, salpata da San Pietroburgo: l'affrontò tra il 27 e il 28 maggio 1905 nella battaglia di Tsushima, dove ottenne una vittoria decisiva.
Solo tre navi russe ripararono a Vladivostok, diciotto furono affondate e una decina catturate, al prezzo di tre torpediniere. Negli anni successivi ricevette importanti decorazioni, fu elevato al rango nobiliare di conte (1907) e a quello prestigioso di Gensui Kaigun Taishō, ovvero "maresciallo-ammiraglio" (1913). Dal 1914 al 1921 fu precettore dell'erede al trono Hirohito e nel 1926, stimato e onorato, sparì dalla scena pubblica. Divenuto marchese il 29 maggio 1934, morì il giorno successivo.

## Biografia

### Gioventù e ingresso in marina
Tōgō Heihachirō nacque il 27 gennaio 1848 (una fonte soltanto riporta il 22 dicembre 1847) a Kagoshima, ultimo di quattro fratelli. Il padre, uno stimato samurai, era fedele servitore del daimyō Nariakira Shimazu: ne controllava la riscossione delle imposte, era il suo tesoriere e rivestiva la carica di governatore. La madre Masuko era nobile e apparteneva allo stesso clan del marito.
Alla nascita Tōgō fu chiamato, in realtà, Nagakoro; ma a 13 anni, nel corso di una tradizionale cerimonia coeva che voleva significare un cambiamento profondo nel giovane membro della società, egli scelse per sé il nuovo nome di Heihachirō, con il quale fu da allora in poi conosciuto. Ricevette la tipica educazione della casta dei guerrieri giapponesi, compreso naturalmente l'uso delle armi, invero piuttosto raro vista l'unità del paese sotto il clan Tokugawa e il quasi totale isolamento dal resto del mondo. Nel 1853 e 1854, però, lo shogunato fu costretto dal commodoro statunitense Matthew Perry a firmare la convenzione di Kanagawa, che apriva i porti nipponici ai mercati americani; subito gli Stati Uniti furono imitati da diverse potenze europee. I signori feudali giapponesi e il governo centrale, perciò, iniziarono a mobilitare i samurai e a considerare un deciso ammodernamento delle forze armate.
Nell'agosto 1863 Tōgō, che si trovava a Kagoshima, assistette al bombardamento operato dalla Royal Navy a titolo di rappresaglia per l'uccisione di un cittadino britannico da parte di un samurai al servizio degli Shimazu. L'episodio lo segnò profondamente e decise di divenire marinaio. Nel 1864 il feudo Satsuma fu autorizzato a formare una propria forza navale di grandi unità: Tōgō si arruolò nel 1866, all'età di 17 anni, assieme a due dei suoi fratelli e nel gennaio 1868 fu assegnato alla nave a ruota a pale Kasuga come servente a uno dei cannoni. Nei giorni seguenti scoppiò la guerra Boshin tra i sostenitori dell'imperatore Meiji e lo shogunato Tokugawa con i propri fedeli: il dominio Satsuma combatté per la causa imperiale e Tōgō partecipò in prima persona alle battaglie navali di Awa (28 gennaio), di Miyako e di Hakodate. Alla fine le regioni riottose furono sconfitte e inglobate nel nuovo Impero giapponese.

### Gli studi all'estero e la carriera in patria

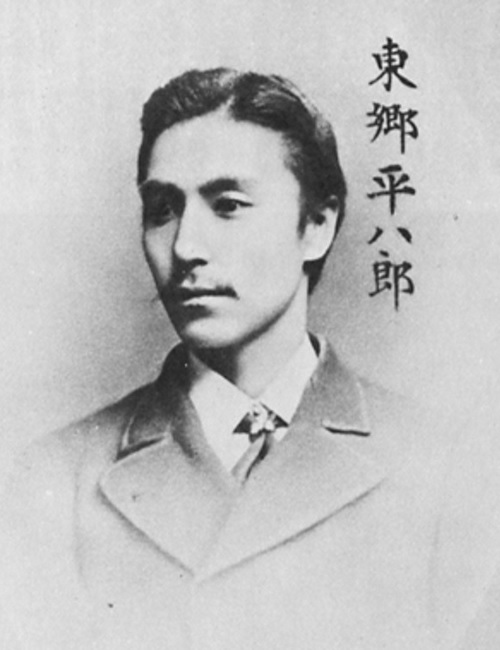
Tōgō negli anni settanta dell'Ottocento, quando si trovava in Europa

L'11 dicembre 1870, avuto il riconoscimento a cadetto, Tōgō fu trasferito sulla nave corazzata Ryujo. All'inizio del 1871, però, fu scelto assieme ad altri undici giovani marinai per un lungo periodo di addestramento nel Regno Unito: partì dal Giappone il 12 marzo. Agli ospiti nipponici fu però impedito l'accesso al Royal Naval College di Greenwich e furono smistati; Tōgō fu assegnato al Thames Nautical Training College di Londra. Qui ricevette un'educazione di stampo europeo e imparò la lingua inglese, dopodiché fu imbarcato sulla nave addestramento HMS Worcester nel 1872. Dette prova di essere un ragazzo talentuoso e non esitava a prendere a pugni i compagni di classe quando lo apostrofavano con il razzista nomignolo di "Johnny Chinaman", evento che accadeva spesso. Si diplomò secondo, ottenne la qualifica di guardiamarina e fu unito all'equipaggio della nave addestramento HMS Hampshire nel 1875, con la quale effettuò una crociera di circumnavigazione del globo.
Nel corso del viaggio si ammalò e nella degenza accusò una diminuzione della vista; si sottopose a ogni cura possibile, talvolta dolorosa, e sorprese i propri commilitoni per la sua capacità di sopportazione e l'assenza di autocommiserazione. Una volta che il vascello fece ritorno a Londra, i medici dell'istituto furono capaci di guarirlo completamente: Tōgō intraprese così un corso in matematica all'Università di Cambridge, svolto dal reverendo A. S. Capel, quindi soggiornò per un certo periodo a Portsmouth e subito dopo fu accettato dal Royal Naval College. Durante gli studi visitò i cantieri britannici a Sheerness e poté osservare i processi costruttivi coevi di navi da guerra; in particolare assisté alla costruzione di alcune unità ordinate dal Giappone, il cui governo lo nominò ispettore verso la fine dell'addestramento per supervisionare l'assemblamento di tre di queste navi. Tōgō ritornò in patria il 23 maggio 1878 a bordo della nave corazzata Hiei, ordinata al Regno Unito, e il 3 luglio fu promosso a sottotenente di vascello.

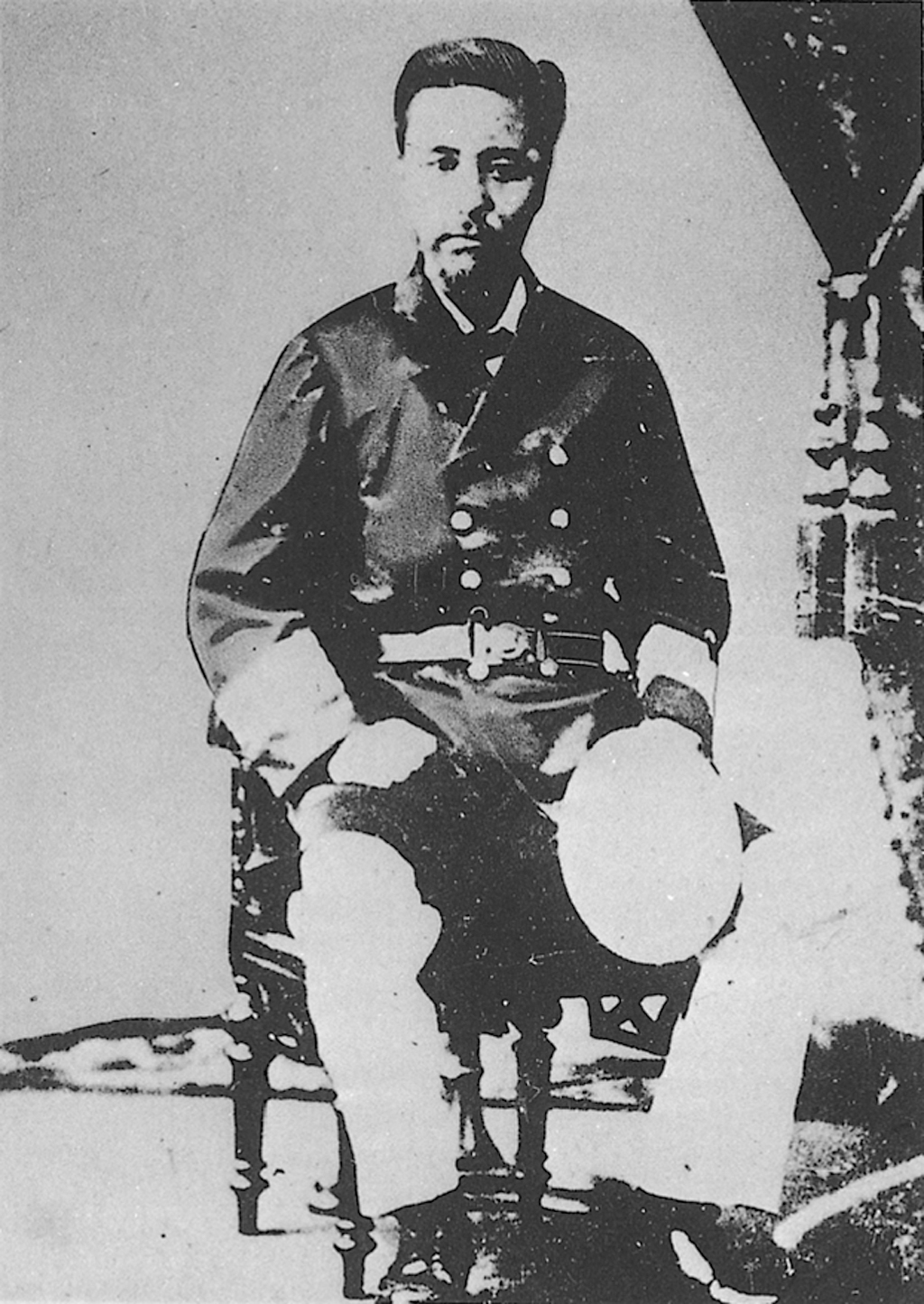
Fotoritratto del giovane Tōgō, scattato in un momento imprecisato dopo il suo ritorno in Giappone

Il 16 agosto fu riassegnato alla nave corazzata Fusō e il 27 dicembre ebbe una seconda promozione a tenente di vascello. Il 5 settembre 1879 ritornò sulla Hiei, sulla quale fu portato al rango di capitano di corvetta il 27 dicembre. Lasciò questa unità il 5 gennaio 1880 per la corvetta Jingei in qualità di vice-comandante. Ricoprì tale carica anche a bordo della cannoniera Amagi a partire dal 27 dicembre 1881. Il 12 marzo 1883 ricevette il primo comando: la cannoniera Daini Teibo, che diresse per oltre un anno prima di passare, il 15 maggio 1884, alla testa della cannoniera Amagi. Con questa unità affiancò come osservatore militare le forze della flotta francese impegnate nel conflitto contro la Cina e dirette dall'ammiraglio Amédée Courbet; scese inoltre a terra sull'Isola di Formosa al seguito del corpo di spedizione sbarcato. Nominato capitano di fregata il 20 giugno 1886, fu trasferito due giorni più tardi all'Ufficio di navigazione, dipendente dal Ministero della marina, ma già il 7 luglio fu riassegnato alla corvetta Yamato dapprima come ufficiale di macchina e poi come comandante (dal 10 maggio 1886).
Due mesi dopo raggiunse il grado di capitano di vascello e il 22 novembre fu investito di una doppia responsabilità, nella veste di comandante della corvetta Asama e capo dell'Ufficio armamenti operante presso il 1º Distretto navale con quartier generale a Yokosuka, incarico quest'ultimo che abbandonò il 2 febbraio 1887. Cominciò in questo periodo a studiare diritto internazionale e diplomazia, a causa anche di una concomitante crisi reumatica che per un periodo lo lasciò semi-paralizzato. Il 1º luglio 1889 tenne il comando della nave corazzata Hiei per poi riprendere il proprio posto sulla piccola Asama, che continuò a comandare sino alla primavera del 1890; infatti il 13 maggio di quell'anno fu nominato capo di stato maggiore presso il 2º Distretto navale (Kure). Il 14 dicembre 1891 tornò in mare in qualità di comandante dell'incrociatore protetto Naniwa, una posizione che tenne a lungo. Solo il 23 aprile 1894, infatti, divenne il comandante del corpo equipaggi facente capo al distretto navale di Kure. L'8 giugno, tuttavia, si vide riassegnato il comando dell'incrociatore Naniwa.

### La guerra contro la Cina e la nomina a capo della Flotta combinata
Nel corso del 1894 le tensioni tra Impero giapponese e Impero cinese erano andate deteriorandosi per la questione relativa al controllo della penisola di Corea, rivendicata da entrambe le parti. Il 25 luglio, quando ancora i due paesi intrattenevano relazioni diplomatiche, si verificò un combattimento navale al largo di Pungdo, che tra le navi coinvolte vide anche il Naniwa. Tōgō affondò il trasporto truppe cinese Kowshing, noleggiato dai britannici: la sua distruzione rientrava ciononostante nel diritto internazionale coevo, come affermarono gli esperti nel settore. L'episodio confermò l'utilità degli studi che aveva intrapreso per suo conto e il suo acume politico, ma fu caratterizzato anche da un atteggiamento particolarmente brutale verso i naufraghi cinesi: Tōgō non ne trasse in salvo nessuno e anzi bersagliò le loro lance di salvataggio.

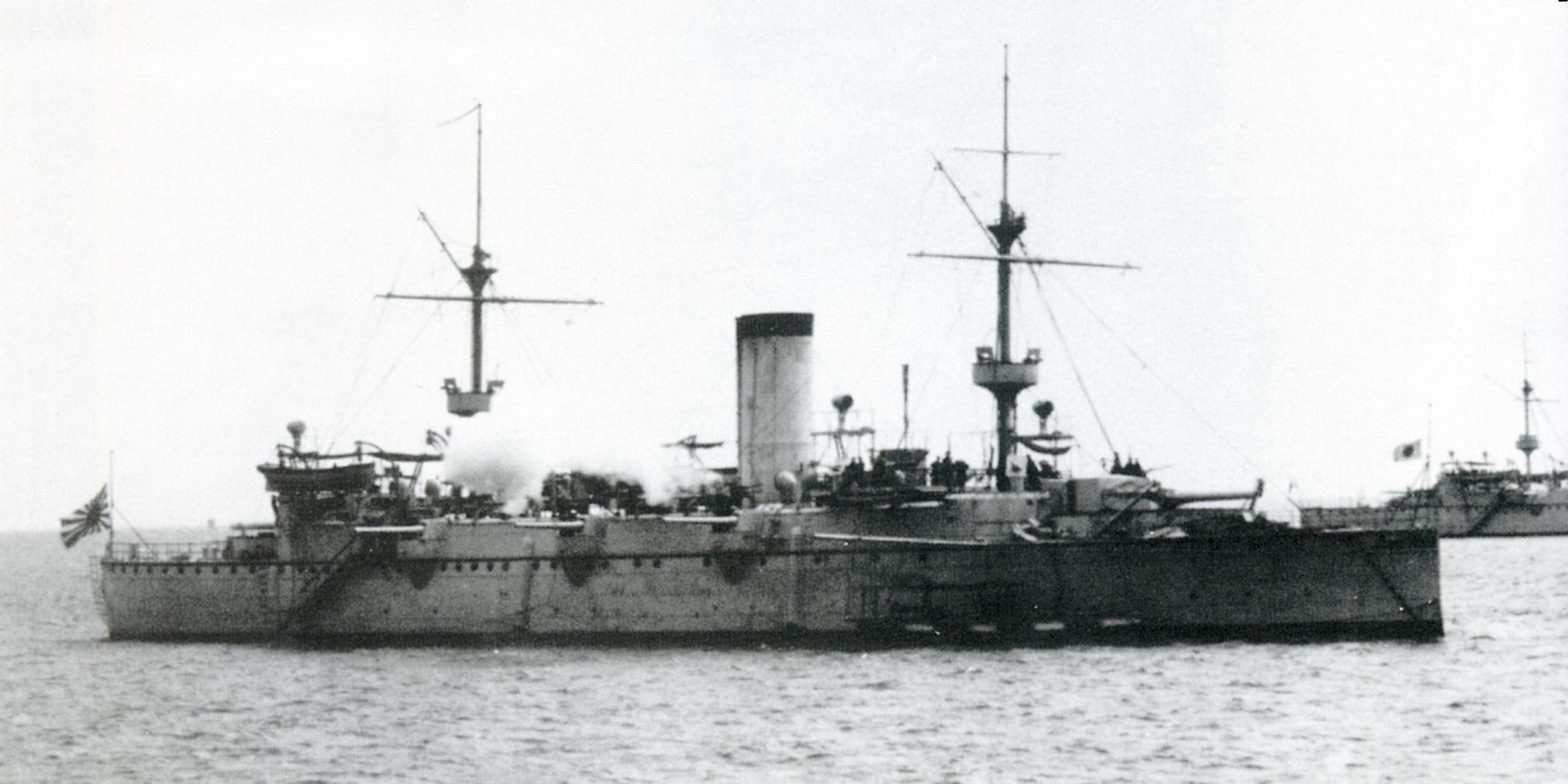
L'incrociatore Naniwa, primo comando di Tōgō, spara una salva di saluto presso Kōbe nel 1887

Iniziate le ostilità il 1º agosto, egli combatté il 17 settembre nella battaglia del fiume Yalu nella flotta dell'ammiraglio Kōzō Tsuboi e, malgrado la posizione di chiudifila del Naniwa, si mise positivamente in luce. Il 16 febbraio 1895, in riconoscimento dei suoi meriti, ebbe la promozione a contrammiraglio e la nomina al corpo ufficiali della cosiddetta Jobi Kantai ("Flotta in prontezza"), che riuniva tutto il naviglio più moderno e meglio armato della Marina imperiale giapponese. Il conflitto terminò ad aprile 1895 con una completa vittoria nipponica, ma i suoi frutti furono limitati dal Triplice Intervento di Francia, Impero russo e Impero tedesco, rimasti sfavorevolmente sorpresi dalla potenza dimostrata dal Giappone, che dovette rinunciare alla strategica penisola di Liaodong. Essa cadde nell'orbita russa, che negli anni seguenti si estese alla Manciuria e minacciò la Corea.
Il 16 novembre 1895 Tōgō fu reso membro del Comitato degli ammiragli e fu direttore del Collegio navale, istituzione creata alla fine degli anni ottanta e che si occupava di formare gli ufficiali di stato maggiore, in due riprese: tra il 23 marzo e il 5 novembre 1896 e poi dal 1º febbraio 1898 all'inizio del 1899. Nel corso del secondo mandato, il 14 maggio 1898, fu portato al rango di viceammiraglio. Rinnovò il curriculum collegiale e introdusse nelle lezioni un saggio di strategia navale, scritto dall'ammiraglio russo Stepan Osipovič Makarov e tradotto in giapponese. Il 19 gennaio 1899 assunse il comando del 3º Distretto navale (Sasebo), seguito dal posto di comandante in capo della "Flotta in prontezza", il 20 maggio 1900: in questa veste coordinò l'intervento del contingente che l'Impero giapponese distaccò, in collaborazione con le potenze occidentali, per soffocare la ribellione dei Boxer. Il 1º ottobre 1901 passò a comandare il 4º Distretto navale (Maizuru) per poco più di due anni e il 19 ottobre 1903 tornò alla testa della "Flotta in prontezza". La sua carriera sembrava praticamente conclusa, ma il ministro della marina ammiraglio Yamamoto Gon'nohyōe sorprese tutti gli alti ufficiali scegliendo proprio Tōgō come comandante della ricostituenda Flotta Combinata, il comando delle forze navali d'altura che ne coordinava le manovre; lo stesso imperatore Meiji rimase perplesso ed espresse critiche all'indirizzo dell'ammiraglio Yamamoto. La nomina fu ufficializzata il 28 dicembre 1903 e non fu l'unica: difatti Tōgō fu investito anche del comando della 1ª Flotta, formata dalle corazzate più moderne.

### La guerra russo-giapponese: Port Arthur e Tsushima

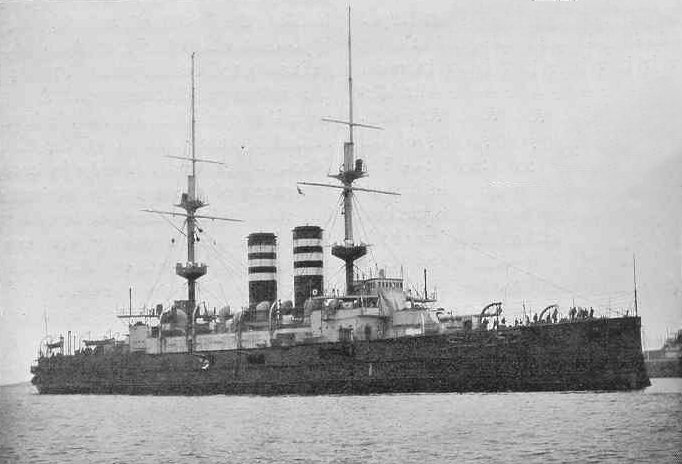
La corazzata Mikasa, nave ammiraglia di Tōgō durante la guerra contro la Russia zarista

Tōgō fu messo alla prova nei mesi immediatamente successivi. La Russia zarista aveva aumentato le proprie guarnigioni in Manciuria al principio del XX secolo e non accennava ad abbandonare per fasi graduali il territorio, come era stato stabilito in un accordo bilaterale del 1902. Negli ultimi mesi del 1903 Nicola II era dell'avviso che una guerra sarebbe prima o poi scoppiata; anche nell'Impero giapponese i genrō ritenevano che un confronto militare con la Russia era vicino e il sovrano affermò che un conflitto, se necessario, sarebbe iniziato. Il 5 febbraio 1904 le tese relazioni diplomatiche furono interrotte dal governo nipponico, che ordinò subito dopo un attacco preventivo senza dichiarazione di guerra. Tōgō inviò dieci cacciatorpediniere a Port Arthur, dove si trovava concentrata la Flotta del Pacifico dell'ammiraglio Wilhelm Vitgeft, e il 6 febbraio salpò con la 1ª e 2ª Flotta.
L'azione a sorpresa rischiò di fallire nella notte tra 7 e 8 febbraio quando la cannoniera Koreec, in uscita, lanciò l'allarme non appena fu fatta segno a un lancio di siluri; tuttavia i cacciatorpediniere nipponici si fecero sotto e sganciarono altri siluri poco prima della mezzanotte, cogliendo alla sprovvista i difensori: le corazzate Cesarevič, Retvizan e l'incrociatore protetto Pallada furono colpite e immobilizzate. Al mattino le prime truppe sbarcavano in Corea, mentre la Flotta combinata poneva il blocco a Port Arthur. Tōgō cercò due volte (il 24 febbraio e il 1º maggio) di costituire con cinque vecchi bastimenti uno sbarramento all'imbocco della rada, in modo da imbottigliarvi la flotta russa, liberare le proprie navi dal compito di guardia e consentire un facile sbarco nella penisola del Liaodong. Non riuscì nei suoi piani a causa della vigorosa reazione delle artiglierie costiere, ma inviò comunque un rapporto ottimistico: il 5 maggio iniziarono perciò le operazioni anfibie, peraltro senza problemi visto che i russi non si avventurarono in mare, e la guarnigione rimase isolata dal resto dell'esercito zarista, sconfitto nella battaglia del fiume Yalu il 30 aprile.
A metà maggio Tōgō condusse una ricognizione in forze con tre corazzate (Hatsuse, Shikishima, Yashima) e scorta di cacciatorpediniere al largo di Port Arthur, ma l'operazione cagionò un disastro, poiché la Hatsuse e la Yashima affondarono una dopo l'altra dopo aver urtato delle mine. Tali perdite furono particolarmente sentite da Tōgō, sia perché perse la superiorità numerica sulla squadra russa, sia perché era stato informato da un'efficace rete di spie che a San Pietroburgo l'Impero russo stava radunando una seconda, più vasta flotta da inviare in guerra. Il 30 fece posare 1 000 ordigni dinanzi Port Arthur e Vladivostok, per impedire l'accesso e l'uscita a chiunque, ma il 23 giugno l'ammiraglio Vitgeft fu capace di lasciare gli ancoraggi e dirigersi al largo. Le opposte formazioni si incrociarono, ma i comandanti non impegnarono che brevi scaramucce con i cacciatorpediniere, causa di danni modesti; la corazzata Sevastopol', però, fu sventrata da una mina, cosa che convinse i russi a rientrare già il 24. Nel frattempo, il 6 giugno, Tōgō era stato promosso ammiraglio.

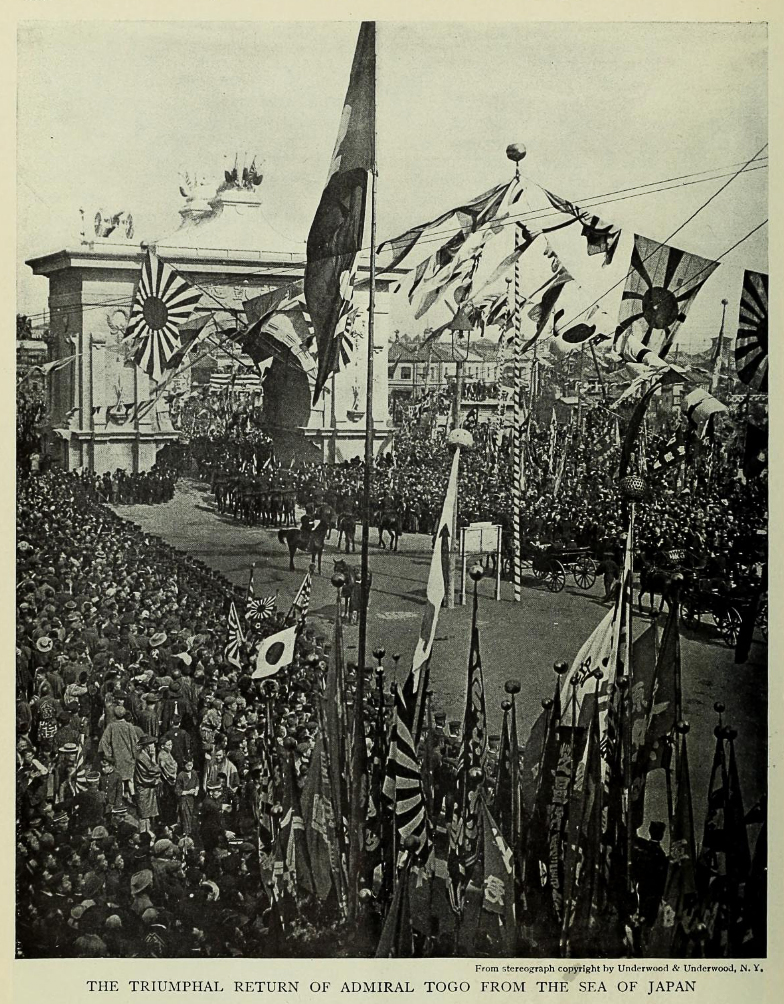
La trionfale accoglienza riservata all'ammiraglio Tōgō a Tokyo, dopo la vittoria di Tsushima

Nel corso della primavera e dell'estate la 3ª Armata giapponese era avanzata lungo la penisola e a inizio agosto aveva ricacciato la guarnigione al limitare della città, presa sotto il tiro delle artiglierie pesanti che danneggiò diverse navi. Lo zar ordinò allora a Vitgeft di fuggire e raggiungere Vladivostok: egli partì con cinque corazzate, tre incrociatori e quattordici cacciatorpediniere il 10 agosto. Poco prima delle 12:00 le navi russe avvistarono Tōgō, in mare con l'intera Flotta combinata (quattro corazzate, undici incrociatori, quarantasei tra cacciatorpediniere e siluranti varie): egli mantenne le distanze per preservare le sue forze e inviò in battaglia solo i cacciatorpediniere, ma nel primo pomeriggio i due contendenti si riavvicinarono. Lo scambio di cannonate si trascinò per ore e intorno alle 17:45 la Cesarevič, nave ammiraglia, fu gravemente colpita; Vitgeft rimase ucciso e la flotta si ritirò a Port Arthur.
La città era vicina alla resa: tagliata fuori sia da terra che da mare, da novembre fu anche devastata dal tiro di obici d'assedio, che peraltro colpirono pure le unità in rada. L'ammiraglio Tōgō intervenne con i cacciatorpediniere dopo il 5 dicembre, quando quattro delle cinque corazzate erano ormai adagiate sul fondale; la superstite Sevastopol', però, resistette a ripetuti attacchi per il resto del mese, protetta da numerose reti antisiluro. Il 2 gennaio 1905 Port Arthur capitolò, liberando finalmente la marina imperiale dal blocco. Tōgō poté prepararsi con agio allo scontro con la Flotta del Baltico russa o 2ª Flotta del Pacifico, la cui guida era stata assunta dall'ammiraglio Zinovij Petrovič Rožestvenskij. Questi era partito nel novembre 1904 e aveva affrontato un lungo periplo delle coste europee e africane prima di fare tappa a Singapore nell'aprile 1905, dove si rifornì e attese alcune navi inviate all'ultimo momento da San Pietroburgo: solo il 14 maggio riuscì a salpare.
L'ammiraglio Tōgō si portò con la Flotta combinata a Pusan, in Corea, ipotizzando correttamente che per raggiungere Vladivostok i russi avrebbero seguito la rotta più breve. La notizia, infine, che alcune carboniere nemiche avevano attraccato a Shanghai lo convinse definitivamente che Rožestvenskij sarebbe passato a ovest dell'isola di Tsushima, tra Corea e Giappone meridionale. Alle 05:00 del 27 maggio uscì in mare con quattro corazzate e undici incrociatori in piena efficienza, lasciando momentaneamente al riparo il naviglio sottile a causa del tempo burrascoso. La flotta russa aveva una superiore potenza di fuoco, ma era stremata dal lungo viaggio, contava unità obsolete che ne inficiavano la manovrabilità, il morale degli equipaggi era basso e difettava di addestramento al tiro.
La battaglia di Tsushima iniziò verso le 09:45 quando, all'altezza dell'isola, fu localizzata di poppa una formazione di tre incrociatori nipponici accompagnati dalla nave corazzata Zheyuang, preda bellica cinese; la sua presenza disturbò la flotta russa mentre assumeva la formazione da battaglia e così si ritrovò schierata in due colonne, delle quali quella occidentale, più arretrata, riuniva il naviglio meno moderno. Nel frattempo Tōgō era sopraggiunto da nord, a bordo della corazzata Mikasa: egli si dispose in linea di fila, con le corazzate in testa e, dopo aver dirottato verso ovest, eseguì una conversione alle 13:55, assumendo rotta est e avvicinandosi alla flotta russa, che procedeva per nord-est. Essa aprì il fuoco alle 14:25 contro i giapponesi, ma con scarso effetto; invece, una alla volta, le corazzate nipponiche spararono salve da 305 mm più precise: alle 14:45 la recente nave da battaglia Osljabja affondò, mentre l'ammiraglia Knâz Suvorov era in preda agli incendi. Solo l'incrociatore Asama ricevette danni di una certa entità che lo costrinsero a ritirarsi momentaneamente dall'azione.
Alle ore 15:00 tutte le corazzate russe erano state centrate e ciascuna perse il rispettivo apparato di controllo del tiro; da allora non furono più capaci di colpire le unità avversarie. Tōgō ripeté l'accostata verso est, infliggendo altri danni agli avversari, quindi alle 15:50 circa riprese per nord-nord-est, mentre l'ammiraglio Rožestvenskij, ferito alla testa da una scheggia, conduceva incerto le sue unità grossomodo verso nord. La Suvorov era però gravemente avariata e Rožestvenskij, quasi incosciente, fu evacuato sul cacciatorpediniere Buyny e rimpiazzato dal vice Nikolaj Nebogatov: la corazzata, andata alla deriva, affondò alle 19:00. Cinque minuti dopo la nave gemella Borodino, ben più a nord, saltò in aria. Nel corso della notte torpediniere e cacciatorpediniere nipponici (58 in totale) furono inviati a gruppi da Tōgō per finire i russi; le piccole unità dovevano avvicinarsi sino a 1.000 metri dai bersagli e sganciare i siluri. La squadra zarista fu disfatta e si sparse nel Mar del Giappone; le singole navi furono attaccate e distrutte, oppure catturate.
Il 28 maggio l'ammiraglio Nebogatov si arrese e fu fatto prigioniero assieme alla sua ammiraglia, la Imperator Nikolaj I. Il giorno successivo il Buyny ebbe avarie ai motori e quindi l'ammiraglio Rožestvenskij fu trasferito sul cacciatorpediniere Bedovy: poco dopo l'unità fu catturata ma, non appena i giapponesi seppero che a bordo vi era il comandante russo, rimorchiarono la nave sino a Sasebo, dove egli fu ricoverato. La Flotta del Baltico ebbe 4.830 morti, 7.000 prigionieri, oltre 1.800 internati e perse 34 navi tra affondate, catturate e internate e solo tre unità furono in grado di rifugiarsi a Vladivostok; i giapponesi contarono appena 110 morti e tre torpediniere distrutte. Tre mesi dopo furono aperti i negoziati tra Impero russo e Impero giapponese, che sfociarono nel trattato di Portsmouth del 5 settembre 1905.

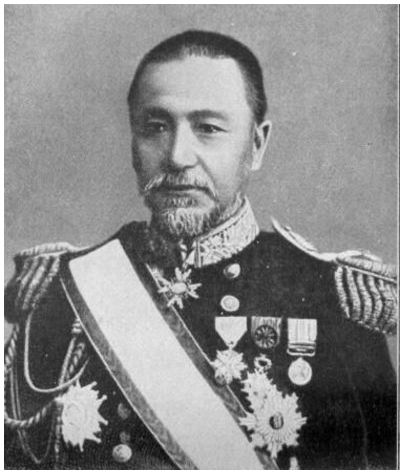
Tōgō nel 1907 circa, con i gradi di ammiraglio

### La carriera dopo Tsushima
La vittoria di Tsushima procurò a Tōgō grande fama e le principali testate occidentali lo soprannominarono "il Nelson d'Oriente". Il 20 dicembre 1905 divenne capo di stato maggiore della marina e membro del Comitato degli ammiragli, quindi il 30 dicembre 1906 fu insignito del Gran Cordone dell'Ordine del Nibbio d'oro; il 21 settembre 1907 l'imperatore Meiji gli concesse il rango di conte (hakushaku) nel sistema nobiliare kazoku allora in vigore. Fu encomiato, anche, con alcune onorificenze straniere. Il 1º dicembre 1909 Tōgō lasciò il comando della Marina imperiale e il posto nel Comitato per assumere uno dei posti del Consiglio navale, che riuniva tre altri ammiragli (Inoue Yoshika, Yamamoto Gon'nohyōe, Arisugawa Takehito) incaricati di coadiuvare il Ministro della marina (viceammiraglio Saitō Makoto) e il capo di stato maggiore (viceammiraglio Ijūin Gorō, che succedette a Tōgō).
Nel 1911 partì con destinazione il Regno Unito, dove rappresentò l'Impero giapponese all'incoronazione di Giorgio V; tornato in patria, il 21 aprile 1913 fu portato al rango prestigioso di Gensui Kaigun Taishō, ovvero "maresciallo-ammiraglio" e assimilabile all'occidentale ammiraglio della flotta. Circa un anno più tardi, il 1º aprile 1914, fu scelto come nuovo direttore della "Scuola del principe ereditario", uno speciale istituto per educare i membri della monarchia: fu, dunque, precettore del giovane Hirohito fino al 1º marzo 1921, quando egli aveva già assunto la reggenza per il padre, il sovrano Taishō di salute cagionevole. Alla data, Tōgō presentò le proprie dimissioni dal posto di direttore e anche dalla Marina imperiale, ma mantenne il proprio seggio nel Comitato degli ammiragli e i suoi consigli in materia di politica e guerra furono sempre tenuti in alta considerazione.

### La morte

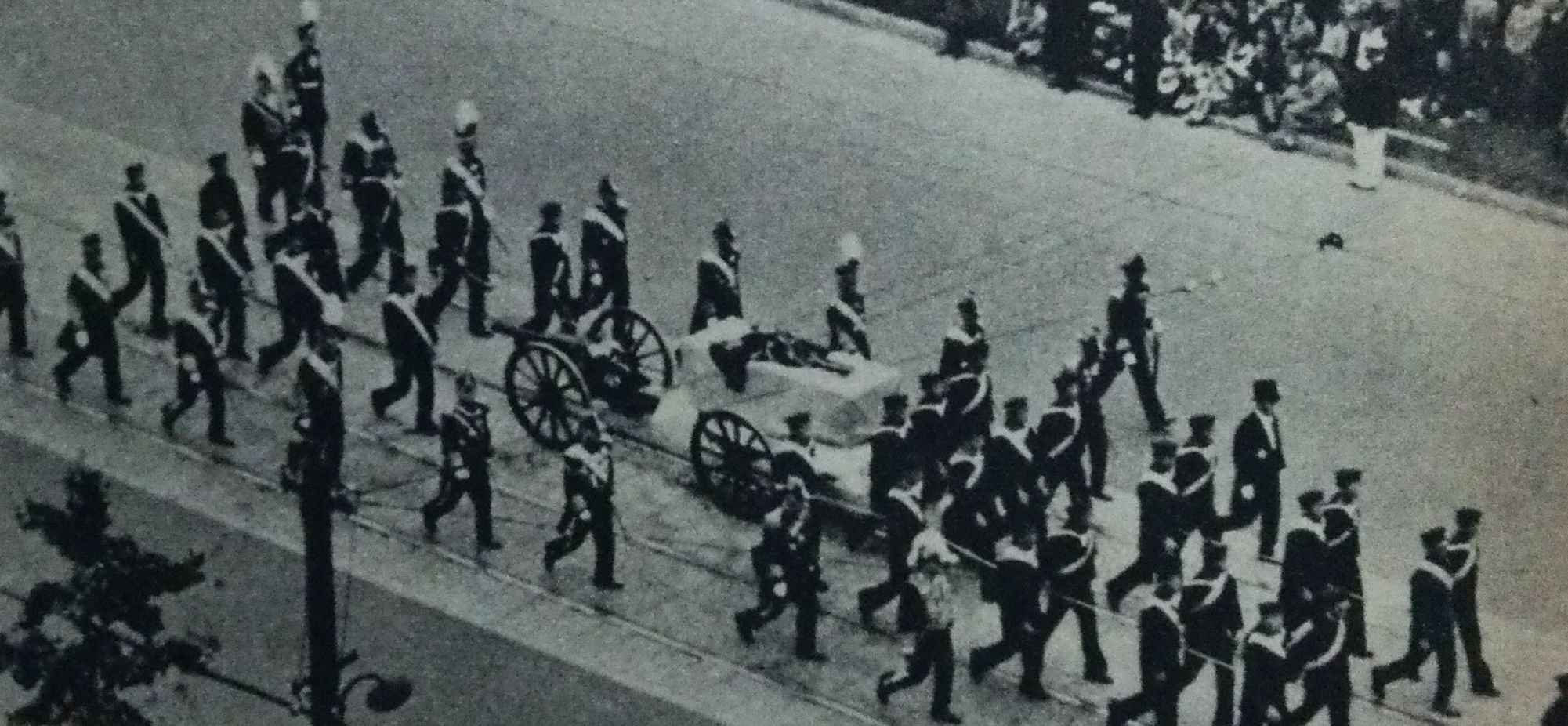
Le esequie dell'ammiraglio

Sebbene a riposo, Tōgō visse onorato come un eroe nazionale e l'11 novembre 1926 fu insignito dell'alta onorificenza dell'Ordine del Crisantemo, riservata ai soli membri della casata imperiale e alle monarchie straniere: si trattò di una delle rare eccezioni alla regola e l'unico caso di questo tipo in Giappone. Il conferimento della decorazione segnò il totale ritiro dalla scena pubblica di Tōgō, che visse gli ultimi anni con sua moglie e i suoi figli. Nel 1930 (fautore di un continuo incremento della marina in funzione imperialista) espresse comunque il proprio disappunto per la stipula del trattato navale di Londra, che poneva la marina imperiale in secondo piano rispetto alla Royal Navy e alla United States Navy.
Il 29 maggio 1934 l'imperatore Hirohito gli conferì il rango nobiliare di marchese (kōshaku), ma il giorno successivo Tōgō morì all'età di 86 anni, da tempo affetto da un tumore alla gola: stimato e conosciuto in tutto il mondo, ai suoi funerali intervennero navi da guerra statunitensi, britanniche, francesi, italiane, olandesi e cinesi per un'ultima parata in suo onore.. Nel 1940, in memoria e celebrazione della sua figura, fu eretto un santuario eponimo a Tokyo.

## Famiglia
Tōgō sposò nel 1881 Tetsuko, che gli rimase sempre al fianco. Con lei ebbe due figli e una figlia, che gli diedero quattro nipoti. Tetsuko spirò nel febbraio 1935.

## Nella cultura di massa
Tōgō Heihachirō è stato interpretato dall'attore Toshirō Mifune nel film giapponese Nihonkai daikaisen, diretto dal regista Seiji Maruyama e ambientato durante il conflitto russo-giapponese. Uscì in Giappone nel 1969 e fu poi distribuito in Occidente con il titolo La battaglia di Port Arthur.
Heihachirō è anche uno dei quattro leader della civiltà giapponese nella versione Plus di Civilization Revolution 2.